# Fabrizio Faniello
Fabrizio Faniello (født 27. april 1981 i Valletta, Malta) er maltesisk sanger, der bl.a. er kendt for at have deltaget i Eurovision Song Contest to gange:
| Deltagelser i Eurovision Song Contest |       |                      |       |       |
| År                                    | Land  | Sang                 | Plads | Point |
| 2001                                  | Malta | Another Summer Night | 9     | 48    |
| 2006                                  | Malta | I do                 | 24    | 1     |

## Familie
Fabrizio Faniello er Søster til Claudia Faniello som deltog i Eurovision Song Contest 2017 med sangen "Breathlessly" som kom på en 16 plads i Semifinale 2.

## Diskografi

### Album
- 2001: "While I'm Dreaming" #1 Malta
- 2004: "When We Danced" #1 Malta
- 2005: "Believe" #1 Malta
- 2007: "Hits & Clips" #1Malta